# Brian Sandstrom

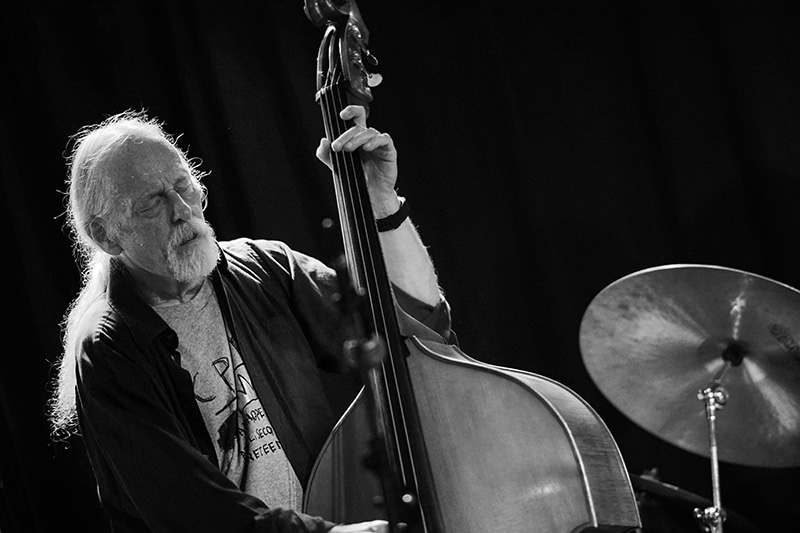
Brian Sandstrom, Copenhagen Jazz Festival 2018

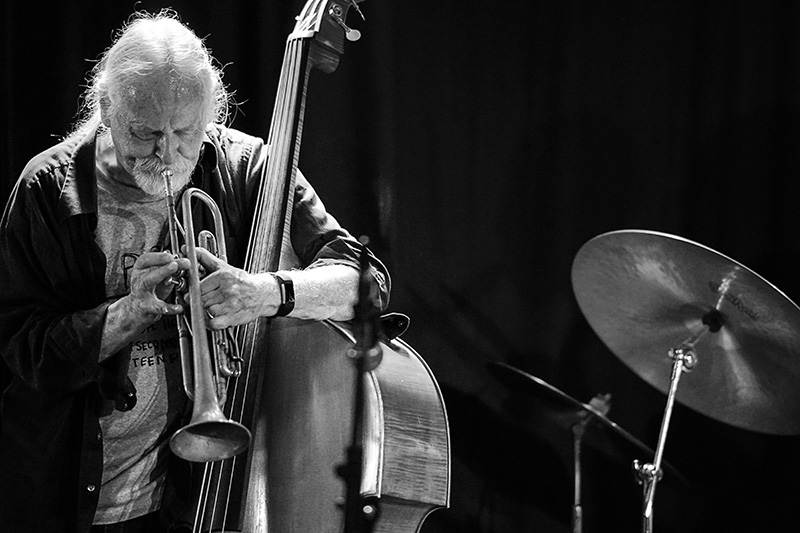
Brian Sandstrom, Copenhagen Jazz Festival 2018

Brian Sandstrom (* ca. 1960) ist ein US-amerikanischer Jazzmusiker (Kontrabass, auch Trompete, Gitarre, Posaune, Perkussion), der in der Musikszene von Chicago aktiv ist.

## Leben und Wirken
Sandstrom erwarb den Bachelor in Bass Performance an der Southern Illinois University und spielte ab Anfang der 1980er-Jahre als Trompeter, Bassist und E-Gitarrist iHal Russells NRG Ensemble, für das er auch Kompositionen schrieb. Er ging mit dem Ensemble auf mehrere Europatourneen, dokumentiert auf den ECM-Alben The Finnish/Swiss Tour (1990) und The Hal Russell Story (1992). In den 1990er-Jahren arbeitete er außerdem mit Michael Mason, Doug Blake, Frank Portolese, Frank Catalano, Von Freeman, Johnny Frigo, Ira Sullivan, Clifford Jordan und Ken Vandermark; ab Mitte der 2000er-Jahre auch mit Jim Baker und Jim Holman. Im Bereich des Jazz war er zwischen 1981 und 2018 an 25 Aufnahmesessions beteiligt. Zu hören ist er auch auf Mars Williams’ Album An Ayler Xmas Vol. 5 (2021).
Sandstrom unterrichtet Kontrabass und E-Bass an der Skokie School of Music.

## Diskographische Hinweise
- Jim Baker, Steve Hunt, Brian Sandstrom, Mars Williams: Extraordinary Popular Delusions (Okka Disk, 2007)